# Helina guizhenae
Helina guizhenae är en tvåvingeart som beskrevs av Feng 1999. Helina guizhenae ingår i släktet Helina och familjen husflugor. Inga underarter finns listade i Catalogue of Life.